# Galium dumosum
Galium dumosum är en måreväxtart som beskrevs av Pierre Edmond Boissier. Galium dumosum ingår i släktet måror, och familjen måreväxter. Inga underarter finns listade i Catalogue of Life.